# Koroplastyka

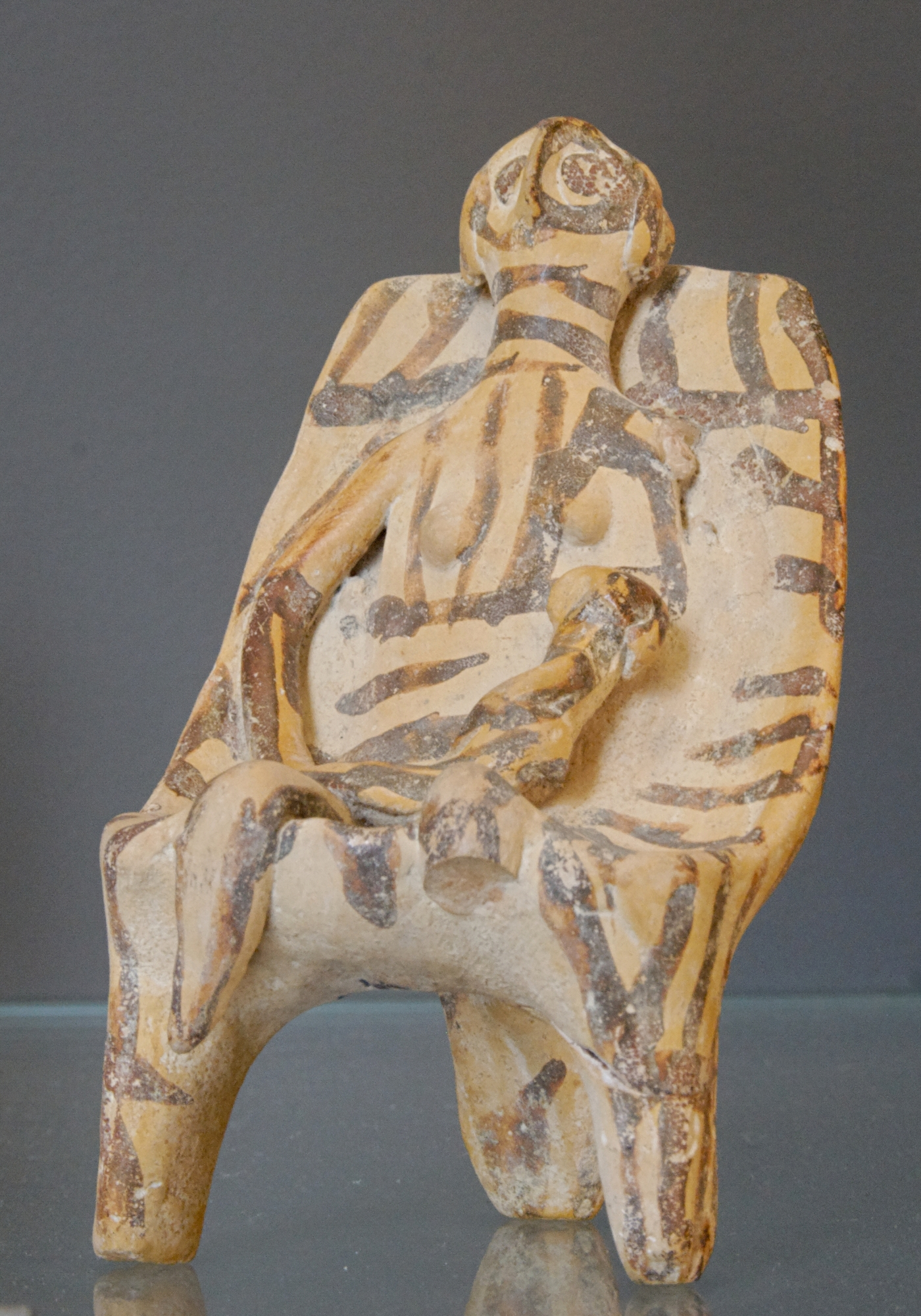
Przykład wczesnej koroplastyki: figurka mykeńska z połowy XIV w. p.n.e.

Koroplastyka (od κόρη – dziewczyna i πλαστός – ukształtowany) – modelowanie wyobrażeń figuralnych w glinie z utrwaleniem ich przez wypał; zaliczane do rzemiosła artystycznego.
W starożytnej Grecji obejmowało ono ceramiczny wyrób figurek oraz reliefowych plakietek, głównie o charakterze wotywnym i sepulkralnym, lecz również dekoracyjnym. Wytwarzano je z formy albo lepiono ręcznie, dodatkowo ozdabiając polichromią. W zakresie plastycznych wyobrażeń koroplaści często pozostawali pod wpływem wielkiej rzeźby reliefowo-statuarycznej, niekiedy wprost naśladując wzorce stworzone przez sławnych artystów epoki.
Za prekursora tworzenia tej drobnej plastyki tradycyjnie uważano Sykiończyka Butadesa, a nazwa miała nawiązywać do jego córki Kory. Wyroby takie jednak znane są już z kręgu kultury minojskiej i mykeńskiej, a najstarszy przykład figurek kształtowanych w formie pochodzi z Krety i datuje się z XVI–XV w. p.n.e. Wyobrażenia lepione ręcznie mają jeszcze starszy rodowód. Wytwarzane od II tysiąclecia do VII w. p.n.e., mają postać niezgrabną, schematyczną, jaką i później nadawano figurkom drobnym oraz dziecinnym zabawkom. W okresie X-VIII w. p.n.e. prymitywizm wyobrażeń sprowadzał postać ludzką do formy trudno rozpoznawalnej, z jednobarwnymi wzorami malowanymi brunatnym pokostem, nakładanym przed wypaleniem figurki.
Od VII wieku p.n.e. następuje kształtowanie statuetek w formie. Dzięki wytworzeniu z rdzeniowego wzorca wielu matryc, pozwalających na dowolne pomnożenie danego wyobrażenia, już w okresie archaicznym koroplastyka przekształciła się niemal w przemysł z możliwością mechanicznego zwielokrotniania wyrobów. W basenie egejskim czołowymi ośrodkami produkcji tej plastyki są Beocja, Korynt, rozwija się też ona na wielkich wyspach (Kreta, Cypr, Rodos).

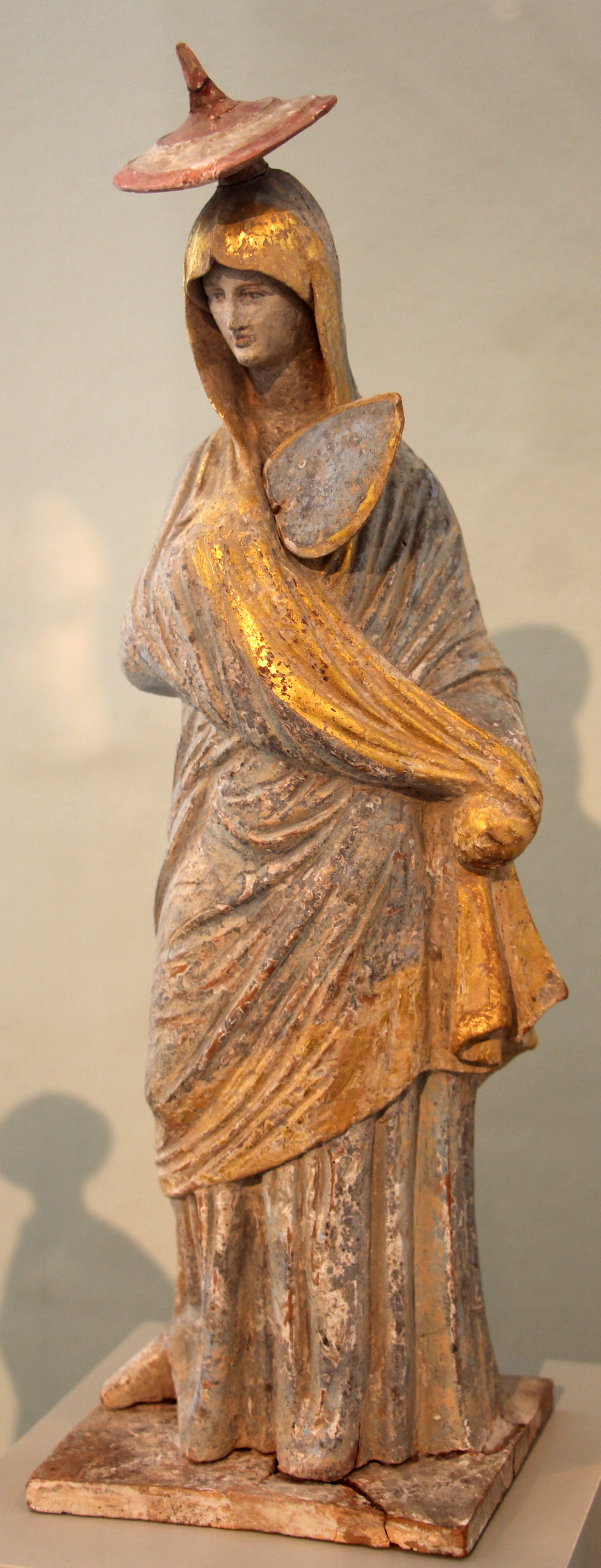
Typowa statuetka „tanagryjki”

W niezwykle rozwojowym okresie V wieku p.n.e. przewodnią rolę odgrywały produkcyjne ośrodki attyckie, beockie (Teby, Tanagra) i południowoitalskie (Tarent), które eksportem gotowych wyrobów i matryc opanowały rynki basenu Morza Śródziemnego. Grecka koroplastyka szczytowy okres rozwoju i popularności osiągnęła jednak w okresie hellenistycznym, gdy masowo wytwarzane, dekoracyjne figurki pełniły rolę dzisiejszych bibelotów.
Miarę odstępu, jaki w sztuce antycznej dzieli koroplastykę mykeńską i archaiczną od późnogreckiej, hellenistycznej, dobitnie ukazują terakoty tanagryjskie z IV-III w. p.n.e., będące pochodną wcześniejszej produkcji ateńskiej. Udoskonalono tam i rozwinięto masowy wyrób odciskanych w formach, barwionych figurek kobiecych (tzw. tanagryjek), w starannym modelowaniu wyróżniających się proporcjonalnością, wdziękiem i elegancją oraz wysokim poziomem technicznym tworzywa i wykonania. Rozległy eksport tych rodzajowych statuetek obejmował też Wielką Grecję (Apulia, Kampania) i północną Afrykę. Dzięki Tanagrze kolejnym wielkim centrum działalności hellenistycznych koroplastów stała się małoazjatycka Myrina, gdzie od połowy III w. p.n.e. podjęto równie masową produkcję podobnych, lecz bardziej zróżnicowanych tematycznie terakot, trwającą aż do ok. 30 p.n.e. Z zachowanych sygnatur znane są miana ok. 40 tamtejszych twórców. Szeroko zakrojony eksport tamtejszych wyrobów inspirował i pobudzał rozwój koroplastyki w innych małoazjatyckich ośrodkach (Efez, Pergamon, Smyrna, Amisos). W czasach ptolemejskich uzupełniała je obfita produkcja w egipskiej Aleksandrii.
Antyczni koroplaści byli przede wszystkim wytwórcami niewielkich figurek terakotowych. Poza Butadesem do znanych z historycznego przekazu należą: półmityczny Eucheiros z Koryntu, który miał zapoczątkować tę sztukę u Rzymian, Difilos z Tanagry (II w. p.n.e.) oraz również działający w Rzymie Pazyteles z południowej Italii (poł. I w. p.n.e.). Spośród znanych z imienia i z określonych zabytków do wybitniejszych należeli: Difilos, Artemon, Algaofon, Antistos, Amyntas, a także Menofilos i Maecius z Myriny.